# Ernest Brudenell-Bruce (3e marquis d'Ailesbury)
Ernest Augustus Charles Brudenell-Bruce (8 janvier 1811 - 18 octobre 1886) est un courtisan et un homme politique britannique. Il est vice-chambellan de la maison entre 1841 et 1846, puis de 1852 à 1858. Député pendant 46 ans, il succède à son frère aîné comme marquis en 1878.

## Biographie
Il est né à l'hôtel Warren, St James's Square, à Londres, deuxième fils de Charles Brudenell-Bruce (1er marquis d'Ailesbury), et de son épouse Henrietta Maria Hill, fille de Noel Hill (1er baron Berwick). George Brudenell-Bruce (2e marquis d'Ailesbury) est son frère aîné et Charles Bruce son demi-frère cadet. Il fait ses études au Collège d'Eton et au Trinity College, à Cambridge,.

## Carrière politique
Il est élu au Parlement pour Marlborough en 1832. Il est un Lord de la chambre de Guillaume IV de 1834 à 1835. En 1841, il est admis au Conseil privé et nommé vice-chambellan de la Maison de Robert Peel, poste qu'il occupe jusqu'à la chute du gouvernement en 1846. Il retourne au même poste en décembre 1852 dans le gouvernement de coalition de Lord Aberdeen. Il occupe également ce poste lorsque Lord Palmerston devient Premier ministre en 1855 et démissionne finalement en 1858. Il reste député de Marlborough jusqu'en 1878, date à laquelle il succède à son frère aîné comme marquis et entre à la Chambre des lords. En 1884, il est nommé Lord Lieutenant du Berkshire, poste qu'il occupe jusqu'à sa mort deux ans plus tard.

### Famille
Il épouse le 25 novembre 1834 Louisa Elizabeth Horsley-Beresford, fille de John Horsley-Beresford, 2e baron Decies. Ils ont sept enfants: 
- Louisa Caroline Brudenell-Bruce (décédée en décembre 1894), épouse Henry Meux, 2e baronnet.
- Ernestine Mary Brudenell-Bruce (décédée le 27 décembre 1936), épouse William Hare, 3e comte de Listowel.
- George John Brudenell-Bruce (15 mai 1839 - 28 mai 1868), épouse Evelyn Mary Craven, fille de William Craven (2e comte Craven) et père de George Brudenell-Bruce (4e marquis d'Ailesbury).
- James Ernest Brudenell-Bruce (30 juin 1840 - 21 juin 1876), pas de descendance.
- Henry Brudenell-Bruce (5e marquis d'Ailesbury) (11 avril 1842 –10 mars 1911).
- Robert Thomas Brudenell-Bruce (25 janvier 1845 - 15 février 1912), épouse Emma Leigh.
- Charles Frederick Frederick Brudenell-Bruce (4 mars 1849 - 31 mai 1936), épouse Margaret Renshaw, pas de descendance.

Lord Ailesbury est décédé à Tottenham House, Savernake, Wiltshire, en octobre 1886, à l'âge de 75 ans. Il est enterré à Great Bedwyn, Wiltshire. Son petit-fils, George lui succède comme marquis. La marquise d'Ailesbury meurt en octobre 1891, à l'âge de 77 ans. Elle est inhumée à Great Bedwyn, dans le Wiltshire.